# 水の性質
水（みず、英: water、化学式: H2O）は室温で無味無臭の極性のある液体である。水素と酸素とによって構成されるカルコゲン化水素の一つ、オキシダン。
本項目では、水の物理的および化学的性質について扱う。水の文化的な事項は「水」を参照。

## 物理的性質

### ウィーン標準平均海水
水の物理的性質は、その構成要素である水素と酸素の同位体の構成割合によって顕著に異なる。したがって、同位体の構成割合が厳密に定められた水についての測定が必要であり、これによって得られた測定結果でなければ、現代の科学においては意味がない。
例えば、「水の三重点」は2019年5月まで温度の定義であるケルビンの記述に用いられていた重要な定義定点であったが、この「水」は、下記により、厳密に定義された水であった。
厳密な測定に用いられる国際的標準物質となっている水は、「ウィーン標準平均海水」（VSMOW）である。VSMOWは同位体比が次のように規定されている。なお、「海水」(Ocean Water) の文字が使われているが、純水であることに注意。
- 2H/1H = 155.76 ± 0.1 ppm、
- 3H/1H = (1.85 ± 0.36)×10−11 ppm、
- 18O/16O = 2005.20 ± 0.43 ppm、
- 17O/16O = 379.9 ± 1.6 ppm

以下の物理的性質は、このVSMOWについてのものである。

水の三態 273.16 K、610.6 Paでは三態が共存する。この温度を水の三重点と呼ぶ

### 同位体の割合
天然の水には、約 0.031146 % の重水が含まれている。その大部分である 0.031069 % がHD16O分子である。

### 水の色
水の色は一般に無色透明といわれることが多いが、実際には水分子の赤外吸収スペクトルが可視領域に裾野を引き、赤色光をわずかに吸収するので、ごくわずかな青緑色を呈する。海などの厚い層を成す水および巨大な氷が青いのはこれによる。ただし、重水（D2O）は無色である（水の青#重水の色）。

### 融点
1気圧の融点は 273.152519 K、すなわち 0.002519 °C である。

### 沸点
標準気圧（101.325 kPa）での沸点は、約99.9743 °Cである。

### 密度
標準大気圧下で、3.984 °Cのとき最大密度999.97495 kg/m3である。つまり体積 1 m3 の水の質量は1000 kg (= 1 t)に、25.05 g だけ足りない。
氷は液体の水よりも密度が小さく（異常液体）、0 °Cかつ標準気圧（101.325 kPa）において、氷の密度は916.72 kg/m3 である。したがって、固体である氷は液体の水に浮き、氷に圧力をかけると融ける。これは多くの他の分子とは異なる水の特性であり、氷の結晶構造が水分子間での水素結合によって嵩高いことによる。詳細については氷の項も参照。

### 亜臨界水・超臨界水
水の臨界点は圧力22.064 MPa、温度373.95 °C (647.10 K) である。水は臨界点まで蒸気圧曲線に従い、ある温度である圧力以上をかけると液体の状態を保つ。この状態の水（下限は大気圧、100 °C）を亜臨界水という。さらに、臨界点以上の圧力・温度条件の水を超臨界水という。亜臨界水ではイオン積が常温常圧の水より高く、オキソニウムイオンおよび水酸化物イオンの濃度が高くなる。一方、超臨界水ではイオン積が常温常圧の水より低くなる。また、超臨界水は比誘電率が低くトルエンと同程度までになるため、常温常圧水と異なり、油との混合が可能となる。亜臨界水および超臨界水はそれぞれが持つ性質を利用した技術の研究が行われている。

### 過冷却水
凝固点（1気圧では0 °C）以下でも凍っていない、過冷却状態の液体の水のこと。不安定であり、振動などの物理的ショックにより結晶化を開始して氷に転移する。過冷却水の入っている容器にビー玉などを落とすと、物体が底に着く前に着水点から凍結が広がり、全体がシャーベット状に凍りつく。特別な実験装置などは必要なく、家庭の冷凍庫でも実験可能。ペットボトル等の容器に水（不純物のないものが望ましい）を入れ、−5–−10 °Cほどの温度を維持して冷却する。急激に冷やさず時間をかけること、振動を与えずに水全体が均一に冷やされる状況を作り出す（保冷剤やタオル等で包むなど）ことが成功のカギ。

### アモルファス氷
通常の氷は結晶であるが、液体からの急冷、結晶氷を加圧、あるいは気相からの蒸着などの方法により、非結晶の氷が生成される。密度の違う2つの状態が存在し、それぞれ、高密度アモルファス氷、低密度アモルファス氷という。

### その他
水は比熱容量が非常に大きい。
反磁性の性質を示す代表的な物質でもあり、強力な磁石を近づけると水が反発して逃れるように動く現象は、旧約聖書の逸話にちなみ「モーゼ効果」と呼ばれている（俗称ではなく正式な学術用語）。
また、水分子の回転のエネルギー準位がマイクロ波のエネルギーに対応するので、液体の水はマイクロ波を吸収しやすく、電子レンジはそれを利用して加熱をしている。
液体の状態では 10−7 mol/L (at 25 °C) が電離し、水素イオン（正確にはオキソニウムイオン）と水酸化物イオンとなっている。
一般的に水は電気絶縁性が低いといわれるが、これはイオンなどの不純物が含まれる場合の水の性質である。純粋な水は電気（電流）をほとんど通さない絶縁体である。これを利用して、超純水の純度測定に電気伝導度を用いることがある。

## 化学的性質
水は化学的には化学式H2Oで表される、水素と酸素の化合物である。水分子の酸素原子と水素原子は共有結合で結びついており、その結合は水素原子と酸素原子から価電子を1つずつ供給されてできている。さらに酸素原子の最外殻には共有結合に使われていない孤立電子対が2つ存在する。水素と酸素の電気陰性度の違いから、O-H結合においては酸素原子側が電気的に負、水素原子側が正となり、局所的に電気双極子を作っている。分子全体でもH-O-H結合角が約104.45°と分子が曲がっていることから極性を持つ。以上の理由から水の比誘電率は 79.87 (at 20 °C) と高い。このためイオン間の静電気力を弱め塩化ナトリウムなどのイオン結晶の結合格子を破壊して溶解させる、すぐれた溶媒として働く。複数の水分子の間では水素原子と酸素原子の間に水素結合を作る。水に限らず、最外殻に孤立電子対を持つ窒素や酸素やフッ素などの原子やイオン、あるいは電気陰性度が高い原子に結合している水素原子は水分子と水素結合を作ることができる。したがって水は、糖などイオン性ではない分子に対する溶解性も示す。一方、シクロヘキサンなどの炭化水素はイオン性でなく、水素結合も形成しないため、水には溶解せずに寄り集まって油滴を作る。このように水に溶けない疎水性の化合物同士が水の中で見かけ上親和性を示す現象を疎水効果と呼ぶ。
複数の水分子の間に水素結合が働くことで、クラスター状の高次構造（水クラスター）が生じる。水の高次構造は寿命がピコ秒からフェムト秒オーダーと非常に短く、一度形成してもすぐ別の高次構造に移り変わる。
水分子は水素イオン (H+) の供給源として酸としての性質を示す。水分子の酸素原子上に孤立電子対があることから、水は塩基、配位子としてもはたらく。水分子を配位子とする錯体は水和物、もしくはアクア錯体と呼ばれる。酸と塩基の定義のうち、アレニウスによる定義は水溶液中を前提にしたものである。
水は、使い捨てカイロでの鉄粉の酸化、6-ナイロンの合成など、化学反応の触媒としても用いられることがある。また、酸や塩基などを触媒としてエステルやアミドなどの加水分解や、アルケンへの付加反応（水和反応）の基質となる。
生化学反応でも水は頻繁に現れる。光合成では水が4電子酸化を受けて酸素となる。

### 液相における分子構造のモデル化
液相の水の中では分子同士が水素結合により緩やかに結合していると考えられるが、その構造の詳細は知られていない。ケンブリッジ大学の教授が1930年代「連続体モデル」を提唱、氷の時と同じように4個の分子が正四面体を作って固まっており、それが若干のゆがみがあっても同じ構造が続く連続体であるという考え方である。
「ミクロ不均一モデル」は、つながった状態とつながりが切れた状態の2つが入り交じっているという考え方である。水が4 °Cで最も比重が大きくなる理由を説明するために、1892年にヴィルヘルム・レントゲンによって提唱され、考えられた。
2008年、理化学研究所のチームがSPring-8を使った軟X線による発光分光実験で不均一モデルとの対応を示す2つのピークを観察した。この実験では、液体構造が連続体モデルで説明できる場合、観測されるピークは1つであるが、実験結果には2本のピークが現れた。この後、Ｘ線小角散乱による実験結果などと合わせてから氷によく似た構造と水素結合に欠損のある構造の2種類の成分からなる秩序構造が水の中に存在しているという仮説が提唱されている。

## 標準としての水
水は生活において大変手頃で重要な存在だったので、かつては単位の基準として重要な役割を果たしていた。日常生活においては高い精度は問題にされないので、（温度や純度をあまり気にせず）水1 cm3が1 gとして便利に使われたり、「比重が1よりも大きい物質は水に沈み、1よりも小さい物質は水に浮く」と言われるなど、生活に密着した基準として水は依然として重要な存在である。

### 温度の標準
水の融点が0 °C（精密には、0.002519 °C）、沸点が100 °C（精密には、約99.9743 °C）という切りのよい値であったのは、1気圧にての水の融点と沸点を基準としてセルシウス度の目盛りを定義したからである。
2019年5月までは、水の三重点の熱力学温度の1/273.16 が K（ケルビン）と定められていた。しかし、SI基本単位の再定義により、現在ではケルビンはボルツマン定数によって定義されている。

### 質量
1 g（グラム）のもともとの定義は、「4 °Cのときの1 cm3の水の質量」であった。よって、論理的な帰結として「水 1 cm3 は 1 g」すなわち「水 1000 cm3 つまり 1 Lは 1 kg」と決まっていた。
しかし、水に質量の基準として高い精度を要求するとなると、必然的に高純度の水、高精度の体積、圧力、温度が要求されることになり、これらはいずれも技術的に困難である。このため、1870年代に製作された国際キログラム原器を1キログラムと定義したという歴史的経緯がある。国際キログラム原器以前は 密度/(g/cm3) と比重が完全に一致していたが、国際キログラム原器による定義を境に一致しなくなった。現在では、水が最大密度となる3.984 °Cのときの1 cm3の水の質量は、0.99997495 gである。
なお、2019年に施行されたSI基本単位の再定義では、国際キログラム原器は廃止され、キログラムはプランク定数によって定義されている。

### 熱量
1 cal（カロリー）の元々の定義は、1 gの水を1 °C（1 Kの温度差）上げるのに必要な熱量であった。しかし、現在では、カロリーはJ（ジュール）によって直接に定義されている。日本の計量法体系では、1 cal := 4.184 Jである。